# Jamaica op de Olympische Zomerspelen 1956
Jamaica nam deel aan de Olympische Zomerspelen 1956 in Melbourne, Australië. Voor het eerst in drie deelnames wist het geen enkele medaille te winnen.

## Deelnemers en resultaten

### Atletiek
| Olympiër                                            | Onderdeel        | Resultaat | Prestatie                                                                      |
| --------------------------------------------------- | ---------------- | --------- | ------------------------------------------------------------------------------ |
| Keith Gardner                                       | 100m (m)         | 40e       | serie 6: 3de in 11,22                                                          |
| Richard Estick                                      | 200m (m)         | 65e       | serie 12: 5de in 25,81                                                         |
| Malcolm Spence                                      | 200m (m)         | 28e       | serie 5: 6de in 21,86                                                          |
| Mel Spence                                          | 200m (m)         | 34e       | serie 1: 4de in 22,13                                                          |
| George Kerr                                         | 400m (m)         | 65e       | serie 6: 2de in 49,74 kwartfinale 4: 4de in 47,79                              |
| Mal Spence                                          | 400m (m)         | 9e        | serie 7: 2de in 48,31 kwartfinale 2: 2de in 47,42 halve finale 2: 6de in 47,52 |
| Mel Spence                                          | 400m (m)         | 10e       | serie 8: 2de in 48,00 kwartfinale 3: 3de in 47,38 halve finale 1: 4de in 47,58 |
| Keith Gardner                                       | 110m horden (m)  | 15e       | serie 3: 5de in 14,65                                                          |
| Keith Gardner George Kerr Mel Spence Malcolm Spence | 4x400m (m)       | 6e        | 3.11,0                                                                         |
| Ernle Haisley                                       | hoogspringen (m) | 15e       | kwalificatie: 19de met 1,92m finale: 15de met 1,96m                            |

Afghanistan · Argentinië · Australië · Bahama's · België · Bermuda · Birma · Brazilië · Brits-Guiana · Bulgarije · Cambodja* · Canada · Ceylon · Chili · Colombia · Cuba · Denemarken · Duits eenheidsteam · Egypte* · Ethiopië · Fiji · Filipijnen · Finland · Frankrijk · Griekenland · Groot-Brittannië · Hongarije · Hongkong · Ierland · IJsland · India · Indonesië · Iran · Israël · Italië · Jamaica · Japan · Joegoslavië · Kenia · Liberia · Luxemburg · Malakka · Mexico · Nederland* · Nieuw-Zeeland · Nigeria · Noord-Borneo · Noorwegen · Oeganda · Oostenrijk · Pakistan · Peru · Polen · Portugal · Puerto Rico · Roemenië · Singapore · Sovjet-Unie · Spanje* · Taiwan · Thailand · Trinidad en Tobago · Tsjecho-Slowakije · Turkije · Uruguay · Venezuela · Verenigde Staten · Vietnam · Zuid-Afrika · Zuid-Korea · Zweden · Zwitserland*

*alleen deelgenomen in Stockholm